# 1839年の相撲
1839年の相撲（1839ねんのすもう）は、1839年の相撲関係のできごとについて述べる。

## 興行
- 3月場所（江戸相撲）[1]
  - 興行場所:本所回向院
  - 4月16日（旧3月3日）より晴天10日間興行
- 7月場所（大坂相撲）[2]
  - 興行場所:難波新地
  - 8月23日（旧7月15日）より晴天10日間興行
- 8月場所（京都相撲）[3]
  - 興行場所:三条川東
- 11月場所（江戸相撲）[4]
  - 興行場所:本所回向院
  - 12月10日（旧11月5日）より晴天10日間興行